# Abisara mindanaensis
Abisara mindanaensis är en fjärilsart som beskrevs av Semper 1892. Abisara mindanaensis ingår i släktet Abisara och familjen Riodinidae. Inga underarter finns listade i Catalogue of Life.